# Псьол Глафіра Іванівна
Глафі́ра Іва́нівна Псьол (у шлюбі Ду́нін-Борко́вська, *24 жовтня 1823, село Псьолівка, нині Псільське Великобагачанського району Полтавської області — †26 квітня 1886, Москва) — українська художниця.
Сестра поетеси Олександри Псьол.

## Біографічні відомості
Батько, Іван Михайлович, служив в канцелярії малоросійського генерал-губернатора князя М. Г. Рєпніна. В сім'ї було семеро дітей. Після смерті батьків дітей, що були ще зовсім малими, позабирали на виховання родичі. Глафіра разом з сестрами Олександрою і Тетяною потрапила в сім'ю князя Миколи Рєпніна. Вчились в Полтавському інституті шляхетних дівчат, отримала хорошу освіту. Живопису навчалася вдома.
1843 року в Яготині познайомилася з Тарасом Шевченком, користувалася його порадами щодо малярства. Написала портрет Шевченка, який не зберігся. Начерки цього портрета є на сторінках її робочого альбому, що у ХХ столітті зберігався в приватній збірці в Москві. Зустрічались вони і в 1846 році в Києві.
Одружилась із поміщиком Петром Дмитровичем Дунін-Борковським.
Відомі її портрети членів родини князів Рєпніних (В. О. Рєпніної, М. Г. Рєпніна, В. М. Рєпніної, 1839), Петра Дуніна-Борковського, М. Гоголя та ін. Вони виконані на хорошому академічному рівні й деякі з них давніше приписувалися Тарасові Шевченкові.
Наприкінці життя, уже вдовою, мешкала в Петербурзі разом зі зведеною сестрою В. М. Рєпніною. Померла в Москві.